# Realgar
Realgar – minerał z gromady siarczków. Należy do grupy minerałów rzadkich. Zbudowany jest z tetrasiarczku tetraarsenu, As4S4.
Nazwa pochodzi od arab. رهج الغار rahdż al-ghar – „pył (proszek) kopalniany”.

## Charakterystyka

### Właściwości
Zazwyczaj tworzy kryształy o pokroju krótkosłupkowym często wzdłużnie prążkowane. z wyraźnymi zbrużdżeniami, słupowe, pylaste. Spotykany w formie zrosłych bliźniaków. Występuje w skupieniach drobnoziarnistych, pręcikowych, łuseczkowych, zbitych, ziemistych, naskorupieniach, proszkowych, naciekowych. Ładnie wykształcone kryształy spotyka się w druzach mineralnych. Jest kruchy, strugalny, przeświecający do przezroczystego. Rozpuszczalny w kwasie azotowym i wodorotlenku potasu. Łatwo topliwy wydzielając przy tym zapach czosnku. Długotrwałe naświetlanie sprawia, że na jego powierzchni pojawia się żółtawy osad, a sam minerał ulega przemianie w pararealgar lub aurypigment. Realgar jest toksyczny.

## Powstanie i występowanie
Powstaje w wyniku niskotemperaturowych procesów hydrotermalnych; żyłach kruszcowych. Jest składnikiem osadów gorących źródeł i ekshalacji wulkanicznych (fumarola). Produkt przeobrażeń kruszców zawierających arsen. Współwystępuje z aurypigmentem, antymonitem, dolomitem, wakabayashilitem, sfalerytem, stibnitem, cynobrem. 

## Miejsce występowania

### Na świecie
- Stany Zjednoczone (Arizona, Kalifornia, Idaho, Luizjana, Maine, Montana, Nevada, New Hampshire, New Jersey, Nowy Meksyk, Nowy Jork, Oregon, Pensylwania, Waszyngton, Wyoming, Utah);
- Rosja i Gruzja – Kaukaz;
- Chiny – prowincja Hunan;
- Niemcy (Badenia-Wirtembergia, Bawaria, Hesja, Dolna Saksonia, Nadrenia Północna-Westfalia, Saksonia-Anhalt, Saksonia, Turyngia);
- Wielka Brytania (Anglia, Walia);
- Austria (Karyntia, Salzburg, Styria, Tyrol, Vorarlberg);

Ponadto został stwierdzony także w: Argentynie, Australii, Boliwii, Bułgarii, Kanadzie, Chile, Czechach, Macedonii Północnej, Indonezji, Irlandii, Japonii, Kazachstanie, Kirgistanie, Meksyku, Peru, Papui-Nowej Gwinei, Maroku, Rumunii, RPA, Hiszpanii, Sudanie, Szwajcarii, Szwecji (Värmland), Turcji, Uzbekistanie, na Ukrainie, Słowacji, Węgrzech, we Francji i we Włoszech.

### W Polsce
Występuje w kredowych łupkach, piaskowcach i zlepieńcach fliszowych Karpat (okolice Leska). Stwierdzono go w kopalni „Orzeł Biały” (Śląsko-Krakowskie Złoża Zn-Pb), gdzie utworzył się w zwałach kopalnianych w wyniku długotrwałego pożaru. Występuje także w Rabem, Bystrem i Jabłonkach w Bieszczadach. 

## Zastosowanie
- źródło otrzymywania arsenu (70% As);
- stosowany w przemyśle chemicznym, szklarskim, pirotechnicznym (fajerwerki)[6];
- stosowany przy produkcji farb odblaskowych[6], garbników, trutek, środków ochrony roślin;
- w przeszłości służył jako barwnik i medykament;
- poszukiwany i bardzo atrakcyjny kamień kolekcjonerski;
- kryształy bywają używane do wyrobu ozdób.